# 高瀬郵便局
高瀬郵便局（たかせゆうびんきょく）
- 香川県三豊市にある郵便局。本記事にて記述する。
- 山口県周南市にある郵便局。局番号は55093。
- 福島県郡山市にある郵便局。局番号は82345。
- 山形県飽海郡遊佐町にある郵便局。局番号は85191。

高瀬簡易郵便局（たかせかんいゆうびんきょく）
- 長野県佐久市にある簡易郵便局。局番号は11811。

高瀬郵便局（たかせゆうびんきょく）は香川県三豊市にある郵便局。民営化前の分類では集配普通郵便局であった。

## 概要
住所：〒767-8799 香川県三豊市高瀬町新名字天古952番地4
民営化直前の集配業務再編において、多くの集配普通郵便局は統括センターとなったが、当局は配達センターとされたため、民営化後も郵便事業株式会社の支店は併設されず、集配センターが併設された。

## 沿革
- 1872年8月4日（明治5年7月1日） - 上高瀬郵便取扱所として開設[1]。
- 1875年（明治8年）1月1日 - 上高瀬郵便局（五等）となる。
- 1885年（明治18年）10月1日 - 貯金取扱を開始。
- 1896年（明治29年）5月1日 - 為替取扱を開始。
- 1956年（昭和31年）2月1日 - 高瀬郵便局に改称[2]。
- 1957年（昭和32年）12月1日 - 電話交換および電報配達事務の取扱を、高瀬電報電話局に移管。
- 1959年（昭和34年）3月1日 - 麻郵便局から集配業務を移管。
- 1960年（昭和35年）10月15日 - 特定郵便局から普通郵便局に局種別改定。
- 1999年（平成11年） - 外国通貨の両替および旅行小切手の売買に関する業務取扱を開始。
- 2007年（平成19年）10月1日 - 民営化に伴い、併設された郵便事業観音寺支店高瀬集配センターに一部業務を移管。
- 2012年（平成24年）10月1日 - 日本郵便株式会社発足に伴い、郵便事業観音寺支店高瀬集配センターを高瀬郵便局に統合。
- 2014年（平成26年）1月27日 - 本山郵便局から「769-15xx」「768-01xx」区域の集配業務を移管。

## 取扱内容
- 郵便、印紙、ゆうパック、内容証明
- 貯金、為替、振替、振込、国際送金、国債、投資信託
- 生命保険、バイク自賠責保険、自動車保険
- ゆうちょ銀行ATM
- 「767-00xx」「768-01xx」「769-15xx」区域（三豊市（高瀬町域、豊中町域、山本町域、三野町域））の集配業務

## 周辺
- 三豊市役所
- 四国学院大学香川西高等学校
- 国道11号
- 高瀬川

## アクセス
- JR予讃線 高瀬駅から東へ約700m（徒歩約8分）
- 三豊市コミュニティバス 小野歯科医院停留所もしくは高橋ヒフ科医院停留所下車
- 高松自動車道 三豊鳥坂ICから南西へ約2.5km、さぬき豊中ICから北へ約4km
- 駐車場あり：7台